# Omiya Ardija 2012
Questa voce raccoglie le informazioni riguardanti l'Omiya Ardija nelle competizioni ufficiali della stagione 2012.

## Rosa
| N. |                          | Ruolo | Calciatore        |
| -- | ------------------------ | ----- | ----------------- |
| 1  | Giappone (bandiera)      | P     | Takashi Kitano    |
| 2  | Giappone (bandiera)      | D     | Kōsuke Kikuchi    |
| 4  | Giappone (bandiera)      | D     | Yūki Fukaya       |
| 5  | Brasile (bandiera)       | C     | Carlinhos Paraíba |
| 6  | Giappone (bandiera)      | C     | Takuya Aoki       |
| 7  | Giappone (bandiera)      | C     | Kōta Ueda         |
| 8  | Giappone (bandiera)      | C     | Keigo Higashi     |
| 9  | Corea del Sud (bandiera) | C     | Cho Young-Cheol   |
| 10 | Brasile (bandiera)       | A     | Rafael            |
| 13 | Giappone (bandiera)      | D     | Daigō Watanabe    |
| 14 | Giappone (bandiera)      | D     | Shūsuke Tsubouchi |
| 16 | Giappone (bandiera)      | C     | Jun Kanakubo      |
| 18 | Giappone (bandiera)      | C     | Hayato Hashimoto  |

| N. |                          | Ruolo | Calciatore        |
| -- | ------------------------ | ----- | ----------------- |
| 20 | Corea del Sud (bandiera) | D     | Kim Young-Gwon    |
| 21 | Giappone (bandiera)      | P     | Kōji Ezumi        |
| 22 | Giappone (bandiera)      | D     | Takumi Shimohira  |
| 23 | Giappone (bandiera)      | C     | Shin Kanazawa     |
| 24 | Giappone (bandiera)      | D     | Norio Suzuki      |
| 26 | Giappone (bandiera)      | D     | Kazuhiro Murakami |
| 27 | Giappone (bandiera)      | A     | Masahiko Ichikawa |
| 29 | Giappone (bandiera)      | A     | Shintaro Shimizu  |
| 30 | Giappone (bandiera)      | A     | Daisuke Watabe    |
| 31 | Giappone (bandiera)      | P     | Keiki Shimizu     |
| 32 | Giappone (bandiera)      | A     | Yū Hasegawa       |
| 34 | Giappone (bandiera)      | D     | Yōsuke Kataoka    |
| 35 | Giappone (bandiera)      | P     | Shuhei Kawata     |

## Statistiche

### Statistiche di squadra
| Competizione           | Punti | Totale | Totale | Totale | Totale | Totale | Totale | DR  |
| Competizione           | Punti | G      | V      | N      | P      | Gf     | Gs     | DR  |
| ---------------------- | ----- | ------ | ------ | ------ | ------ | ------ | ------ | --- |
| J. League Division 1   | 44    | 34     | 11     | 11     | 12     | 38     | 45     | -7  |
| Coppa Yamazaki Nabisco | -     | 6      | 1      | 2      | 3      | 7      | 10     | -3  |
| Coppa dell'Imperatore  | -     | 4      | 3      | 0      | 1      | 11     | 7      | +4  |
| Totale                 | -     | 44     | 15     | 13     | 16     | 56     | 72     | -16 |